# Glucocérébroside
 (avril 2023).
Si vous disposez d'ouvrages ou d'articles de référence ou si vous connaissez des sites web de qualité traitant du thème abordé ici, merci de compléter l'article en donnant les références utiles à sa vérifiabilité et en les liant à la section « Notes et références ».

Structure des glucocérébrosides.

Un glucocérébroside, ou glucosylcéramide, est un cérébroside constitué d'une unité céramide liée à un résidu glucose.
Ces composés se trouvent préférentiellement dans les tissus non neuronaux et s'accumulent de façon anormale en l'absence de glucosylcéramidase active, causant la maladie de Gaucher.